# Club de Fútbol Sporting Mahonés
El Club de Fútbol Sporting Mahonés fue un club de fútbol español con sede en Mahón, Menorca (Islas Baleares). Fue fundado en 1974 mediante la fusión del Club Deportivo Menorca y la Unión Deportiva Mahón, y desapareció en 2013 por problemas económicos. Tan solo un mes después, el 21 de junio de 2013, varios directivos anteriores confirmaron la inscripción de un club continuista, el C.F. Sporting de Mahón.

## Historia
El Sporting Mahonés fue fundado en 1974 a partir de la fusión de los dos mayores clubes de Mahón: el Club Deportivo Menorca y la Unión Deportiva Mahón. El C. D. Menorca, considerado uno de los decanos deportivos de la isla de Menorca al ser creado en 1918, contaba en su palmarés con dos ligas de Tercera División —por entonces tercer nivel de la liga española— y había disputado tres promociones de ascenso a Segunda. Por su parte, la Unión Deportiva había nacido en 1922 y fue el primer equipo balear que había participado en la Copa del Rey, en su edición de 1928. Ambas entidades mantenían una intensa rivalidad, pero su descenso a categoría regional en 1973 dejaba al fútbol menorquino sin representación nacional.
Dado que ambos clubes atravesaban problemas económicos, los socios y el ayuntamiento de Mahón acordaron su fusión en una sola entidad: el Club Deportivo Sporting Mahonés, constituido oficialmente el 17 de julio de 1974. El acuerdo implicaba la cesión de plaza de los equipos absorbidos y no estuvo exento de polémica, pues algunos socios reclamaron mantener los filiales de fútbol base con la marca anterior.
A nivel deportivo, el Sporting Mahonés ascendió a Tercera División en la temporada 1977-78 y consiguió asentarse en la categoría. En la edición de 1986-87, los menorquines se beneficiaron de la ampliación de participantes en Segunda División B para obtener el ascenso como líderes de grupo, sin necesidad de jugar promoción. En aquel plantel destacaba la figura de Vicente Engonga, años más tarde internacional con la selección española. El equipo permaneció seis temporadas consecutivas en la categoría de bronce hasta su descenso en el año 1992-93.
En 2001 los juzgados dieron la razón al C.D. Menorca y a la Unión Deportiva en su pleito con la Federación Balear, autorizándoles a competir a todos los niveles con su nombre y símbolos tradicionales. La medida no perjudicó en ningún caso al Sporting Mahonés, que para entonces ya estaba consolidado como el equipo representativo de Menorca.
Después de varias temporadas sin brillo, el club reimpulsó su actividad en 2004 con la llegada a la presidencia del empresario local Antonio Gomila, cuatro años después reemplazado por el exfutbolista Francisco Segarra. Los mahoneses volvieron a subir a Segunda B en la temporada 2009, tras vencer en el último partido de la promoción al Tenerife "B". Y pese a las dificultades añadidas de la nueva categoría, el conjunto balear supo asegurarse la permanencia en las dos siguientes ediciones.

### Desaparición
El Sporting Mahonés se retiró de la competición en la temporada 2011-12, al no poder hacer frente a las deudas contraídas con sus jugadores y cuerpo técnico. El 23 de enero de 2012 disputó su último partido contra la U.E. Sant Andreu, tras lo cual la primera plantilla echó el cierre por insolvencia económica. Las categorías inferiores se mantuvieron en el sistema de ligas balear hasta que la Federación Española vetó su inscripción en la temporada 2013-14. Con un déficit superior a los 700 000 euros, la asamblea de socios acordó la disolución del club el 20 de mayo de 2013.
Tan solo un mes después, el 21 de junio de 2013, varios directivos anteriores confirmaron la inscripción de un club continuista, el «Club de Fútbol Sporting de Mahón».

## Uniforme
- Uniforme titular: Camiseta azul, pantalón azul, medias blancas.
- Uniforme alternativo: Camiseta granate, pantalón verde, medias granates.

## Estadio

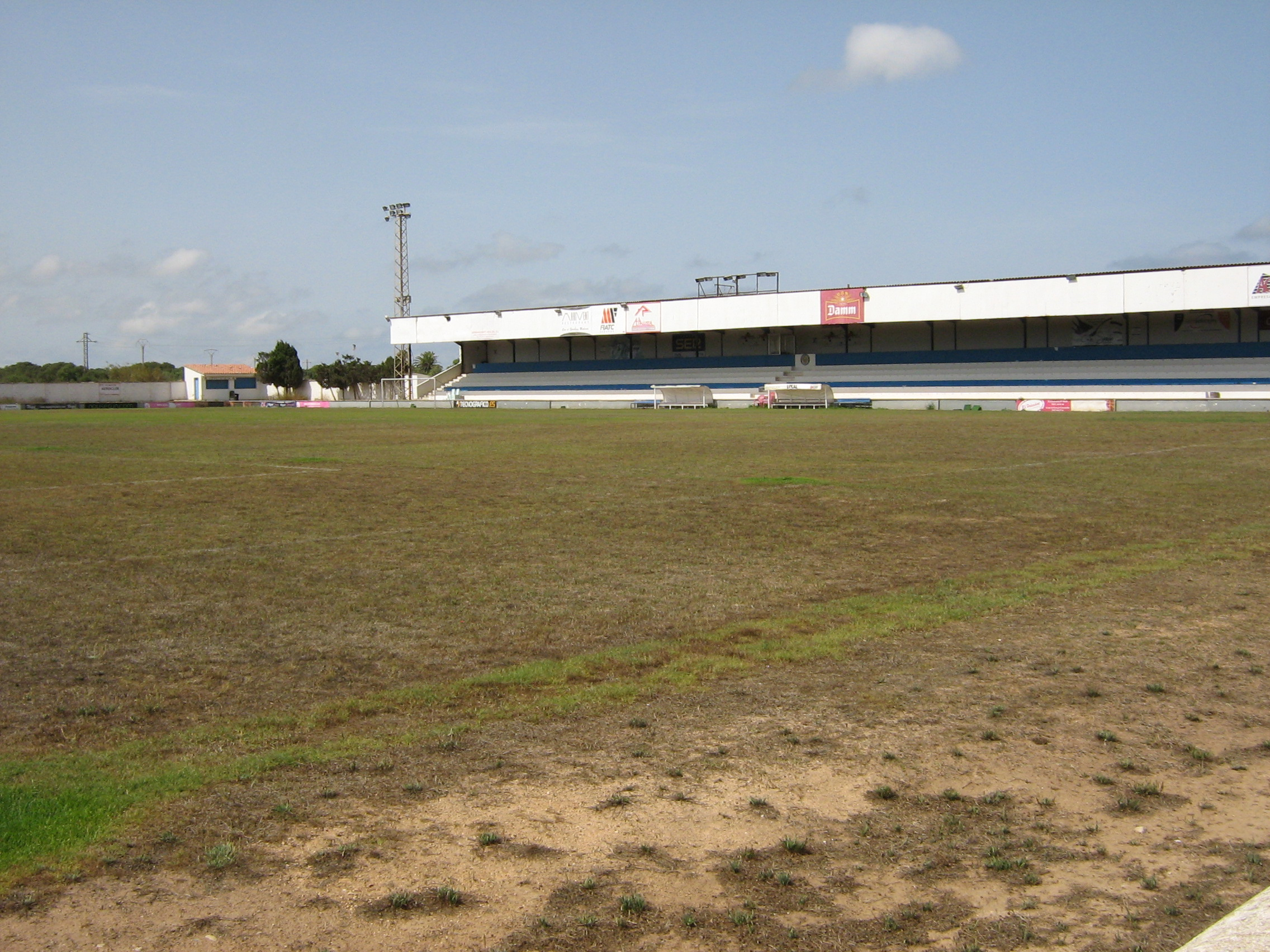
Vista interior del estadio de Bintaufa

El Sporting Mahonés jugaba en el campo municipal de Mahón, conocido popularmente como «Bintaufa». Tiene unas medidas de 105x75 y es el único estadio de Menorca de césped natural. Fue inaugurado en 1978 y tiene capacidad para 4.000 personas. 
En los años previos, el Sporting disputó sus partidos en el Campo de San Carlos y el Estadio Mahonés, que habían sido los feudos de la UD Mahón y del CD Menorca, respectivamente.

## Datos del club

### Estadísticas en la Liga española
- Temporadas en 1.ª: 2
- Temporadas en 2.ª: 1
- Temporadas en 2.ªB: 8
- Temporadas en 3.ª: 30
- Mejor clasificación histórica en la Liga: 5.º en Segunda División B de España (1988-1989)

### Estadísticas en Copa del Rey
- Participaciones: 14
- Mejor clasificación: 4.ª eliminatoria (Temporada 1990-91)

### Estadísticas en Copa de la Liga de Tercera
- Participaciones: 1
- Mejor clasificación: 1.ª eliminatoria (1982-83)

## Otras secciones y filiales
En 2007 el Sporting Mahonés se fusionó con el club de fútbol base CDS La Salle Mahón, pasando a competir en categorías inferiores como La Salle Mahón / Sporting.

### Fútbol femenino
El Sporting Mahonés contaba con un equipo de fútbol sala femenino, que se proclamó campeón de la liga balear la temporada 2008/09. El equipo fue disuelto al finalizar la temporada, ya que la mayor parte de sus jugadoras pasaron a formar parte del nuevo equipo femenino de fútbol-11 del Sporting, que empezó a competir la campaña 2009/2010. Sin embargo, el Sporting Mahonés disolvió su equipo femenino al finalizar la temporada, alegando falta de infraestructuras.